# مجتمعات برودرهوف

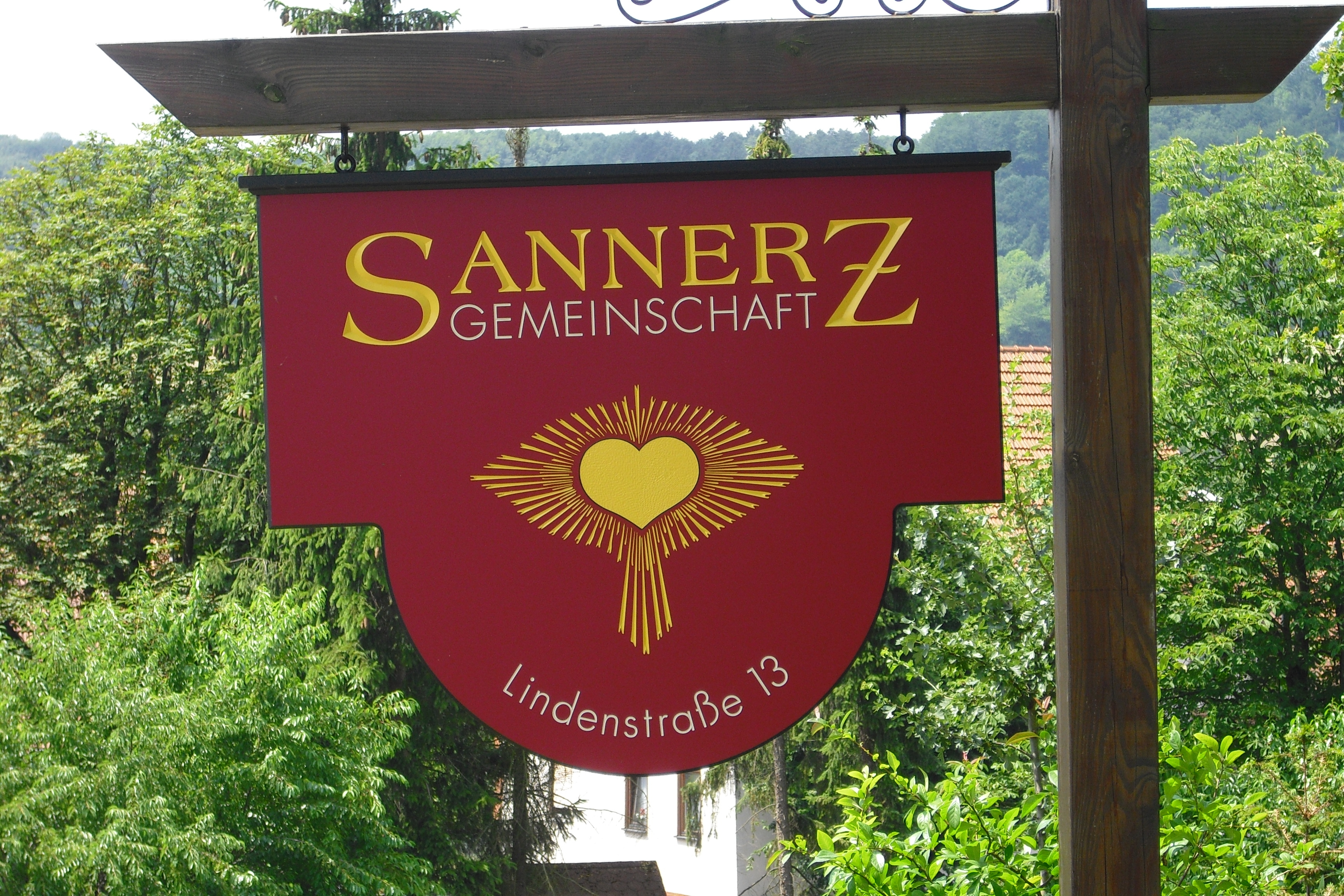

برودرهوف (تعني بالألمانية مكان الأخوة) هي حركة مسيحية تعيش حياة الجماعة المشتركة أُسوةً بالكنيسة الأولى الموصوفة في سفر أعمال الرسل في الفصلين الثاني والرابع. لديهم مجتمعات في الولايات المتحدة والمملكة المتحدة وألمانيا وباراغواي وأستراليا. يُنظر إلى مجتمعات برودرهوف على أنها أنابابتست (مُجددة العماد)  بسبب معتقداتها وممارساتها، وادعائها بأن الحياة الأخرى ممكنة.
تشمل ممارسات برودرهوف: تعميد المؤمنين واللا عنف وصنع السلام وحياةً كليةً مشتركة ونشر الإنجيل والإخلاص في الزواج مدى الحياة. يعتبر برودرهوف مجتمعًا مُتعمَّدًا وحددت زمالة المجتمع المتعمّد.
تُعرف المجتمعات باسم «برودرهوف» أو أحيانًا «مجتمعات برودرهوف»، و«برودرهوف» هو الاسم المستخدم على موقعهم على الإنترنت. هذه الجماعات مسجلة قانونيًا في الولايات المتحدة باسم «مجتمعات الكنيسة الدولية». كانت تسمى جماعتهم جمعية الإخوة (من 1939 إلى 1978). عندما كانت برودرهوف جزءًا من كنيسة هوتريتيون، كانت تسمى أحيانًا «أخوية هوتريتيون». واستخدمت كلمة «برودرهوف» لأول مرة من الأنابابتست في مورافيا. وحتى يوليو 2019، يوجد 23 مجتمع لجماعة برودرهوف.

## تاريخ

### بداياتها في ألمانيا
أسس إيبرهارد آرنولد مجتمع برودرهوف في ألمانيا في عام 1920، كان آرنولد طالب فلسفة ومُلهَمًا فكريًا هو وزوجته إيمي (اسمها بالولادة فون هولاندر) بحركة الشبيبة الألمانية. استأجرت العائلة الشابة التي كان لديها خمسة أطفال منزلًا في سانرز، ألمانيا عام 1920، وأسست جماعة مسيحية.
عندما لم يعد المنزل في سانرز يتسع للجماعة، انتقلوا إلى جبال رون القريبة. اكتشف آرنولد أثناء وجوده هناك أن الهوتريتيين (حركة تابعة لتيار تجديدية العماد كان قد درسها باهتمام كبير) ما زالوا موجودين في أمريكا الشمالية. سافر عام 1930 لمقابلة الهوتريتيين، وعُيّن وزيرًا هوتريتيًا.
ومع ظهور أدولف هتلر والنازية، نقلت جماعة الرون رجالها وأطفالها في سن التجنيد إلى ليختنشتاين في عام 1934 تقريبًا، بسبب اعتراضهم الضميري ضد الخدمة في القوات المسلحة وقبول المدرسين النازيين. وأصبحت هذه الجماعة تُعرف باسم آلم برودرهوف. وبسبب استمرار ضغط الحكومة النازية انتقل الآخرون إلى إنجلترا وأسسوا برودرهوف كوتسوولد عام 1936.في 14  أبريل 1937، حاصرت الشرطة السرية برودرهوف رون وصادرت أرضهم، وأعطت بقية أفراد المجتمع ثمان وأربعين ساعة لمغادرة البلاد. وبحلول عام 1938، كان جميع أعضاء برودرهوف قد أعادوا التجمع في إنكلترا.

### إنجلترا (1937-1941)
في عام 1936 اشترت برودرهوف مزرعة في إنجلترا مساحتها 200 فدان (81 هكتار) تُدعى أشتون فيلدز، بالقرب من قرية أشتون كينز في منطقة كوتسوولد. كان الغرض منها أن تكون مركزًا للبعثة، وفرت مأوى لهم عندما أُجبروا على الفرار من ألمانيا النازية، ازداد عدد أعضاء  برودرهوف أثناء وجودهم في إنجلترا لأكثر من 350 عضوًا، وذلك من خلال إضافة أعضاء شباب إنجليز بشكل كبير. كانوا مستنكفين ضميريًا ويبحثون عن بديل للحرب التي بدت حتمية مع ألمانيا. ولكن حتى قبل اندلاع الحرب العالمية الثانية عام 1939، أثار وجود أعضاء الجماعة الألمانية وموقفها السلمي شكوكًا عميقة محليًا، ما أدى فرض حظر اقتصادي  ضد المزرعة. وفي عام 1940، واجهت الجماعة خيارين إما اعتقال جميع أعضائها الألمان لمدة طويلة، وتجنيد أعضاءها الإنجليز، أو مغادرة إنجلترا كمجموعة، اختارت برودرهوف الخيار الثاني وبدأت البحث عن ملجأ في الخارج.

### باراغواي (1941-1961؛ 2010 إلى الوقت الحاضر)
هاجرت برودرهوف عام 1941  من إنجلترا إلى باراغواي التي كانت في ذلك الوقت البلد الوحيد الذي يقبل مجتمعًا سلميًا من جنسيات مختلطة. وساعدت اللجنة المركزية للمينونايت في هذه الخطوة وتيسيرها.
بدءًا من منطقة تشاكو المعادية، انتقلت برودرهوف إلى شرق باراغواي حيث أسست ثلاث مستوطنات على قطعة أرض كبيرة تسمى بريمافيرا. أسس أعضاء برودرهوف مستشفى لأفراد المجتمع وسكان باراغواي المحليين. كانت العيادة الوحيدة في المنطقة، خدمت عشرات الآلاف خلال العقدين المقبلين. بحلول أوائل الستينيات، نما المجتمع في باراغواي نموًا كبيرًا وجذب زوارًا من أمريكا الشمالية.
في عام 1942، دخل العديد من زعماء المجتمع في صراع مع مجموعة من الأعضاء حول مسار المجتمع. جادلت هذه المجموعة، التي تضمنت زوجة المؤسس إيمي آرنولد، أن رؤية المؤسس كانت متجذرة في الإيمان التقي بيسوع المسيح، وليس في المثل المجتمعية العليا بشكل أساسي. في النهاية، نفت قيادة الكنيسة، برئاسة صهر المؤسس هانز زومبي، المنشقين عن برودرهوف. وأُسكت الذين ساندوهم، غالبًا بالتأديب القاسي.
سُمح في النهاية للمنشقين بالعودة إلى أسرهم، وانضموا إلى المجتمع. أُرسل أحدهم، وهو يوهان هاينريش آرنولد، ابن ايبرهارد وإيمي آرنولد، مع عائلته إلى الولايات المتحدة لجمع التبرعات. وأسسوا في النهاية مجتمعًا جديدًا يدعى وودكرست، في ريفتون، نيويورك، عام 1954. وعلى مدى السنوات التالية، استمرت الصراعات بين زومبي وآرنولد، وبلغت ذروتها في أزمة أدت إلى إعفاء زومبي من دوره القيادي في المجتمع. وقد غادر زومبي المجتمع عام 1960 بعد الكشف عن قضايا شخصية.
غادر العديد من الأعضاء الذين أيدوا زومبي، وبعض الذين كانوا في حيرة من الاضطراب، أو طُلب منهم مغادرة المجتمع. حُلت المجتمعات في باراغواي في النهاية وانتقل الأعضاء الباقون  إلى الولايات المتحدة. عاد العديد من الذين غادروا المجتمع خلال الستينيات، لكن ظل بعضهم خارج المجتمع وشكلوا مجموعة من منتقدي برودرهوف. شكلت قصصهم الأساس لكتاب يوليوس روبن عام 2000، «الجانب الآخر من الفرح: الحزن الديني بين برودرهوف»  لم يزر روبن رودرهوف بنفسه مطلقًا.
في 2010، افتتحت برودرهوف مجتمع فيلا بريمافيرا في أسونسيون، باراغواي.

### الولايات المتحدة (1954 حتى الآن)
في عام 1954، بدأت برودرهوف مستوطنة تعرف باسم برودرهوف وودكريست في الولايات المتحدة بالقرب من ريفتون في ولاية نيويورك، وذلك استجابة للزيادة الهائلة في عدد الضيوف الأمريكيين. واستوعبت وودكريت مجتمع مقدونيا التعاوني في جورجيا والعديد من أعضاء جماعة كينغوود في نيو جيرسي. ومن خلال مجتمع وودكريست التعاوني في مقدونيا ورثت مجتمع الأعمال بلايثيس. أُسست مجتمعات جديدة إضافية في بنسلفانيا (1957) وكونيتيكت (1958).
في عام 1990، أسس برودرهوف سبرينغ فالي بجوار برودرهوف نيو ميدو رن في فارمينغتون، بنسلفانيا. ومنذ سبتمبر 2017، كان هناك ما مجموعه 13 مجتمعًا لبرودرهوف في الولايات المتحدة.

### أوروبا (1971 حتى الآن)
اشترت برودرهوف عام 1971 عقارًا في روبرتسبريدج، شرق ساسكس، في المملكة المتحدة يسمى دارفيل وكان العقار مستشفى للسل سابقًا. واشترت عام 1995 كلية رياضية سابقة في كِنت. في عام 2005، أسست برودرهوف مجتمعًا صغيرًا شرق لندن. انتقل الآن هذا مجتمع الحضري  إلى مدينة بيكهام في جنوب شرق لندن.
اشترت برودرهوف عام 2002 منزلًا في سانرز، ألمانيا. وهو المكان الذي بدأت فيه حركة برودرهوف في الأصل.
اعتبارا من سبتمبر 2018، كانت هناك ثلاث مجتمعات برودرهوف في المملكة المتحدة واثنتان في ألمانيا.

### أستراليا (1999 حتى الآن)
افتتحت برودرهوف مجتمعًا في إلسمور، نيو ساوث ويلز، في أستراليا عام 1999. وافتتح عام 2005، مجتمعًا في إينفيريل، نيو ساوث ويلز، أستراليا، حيث أداروا شركة لكتابة اللافتات دانثونيا ديزاينز، وفي عام 2005 أيضًا، افتتحت برودرهوف مجتمعًا في أرميدال، نيو ساوث ويلز، أستراليا.